# Historia Kłodzka

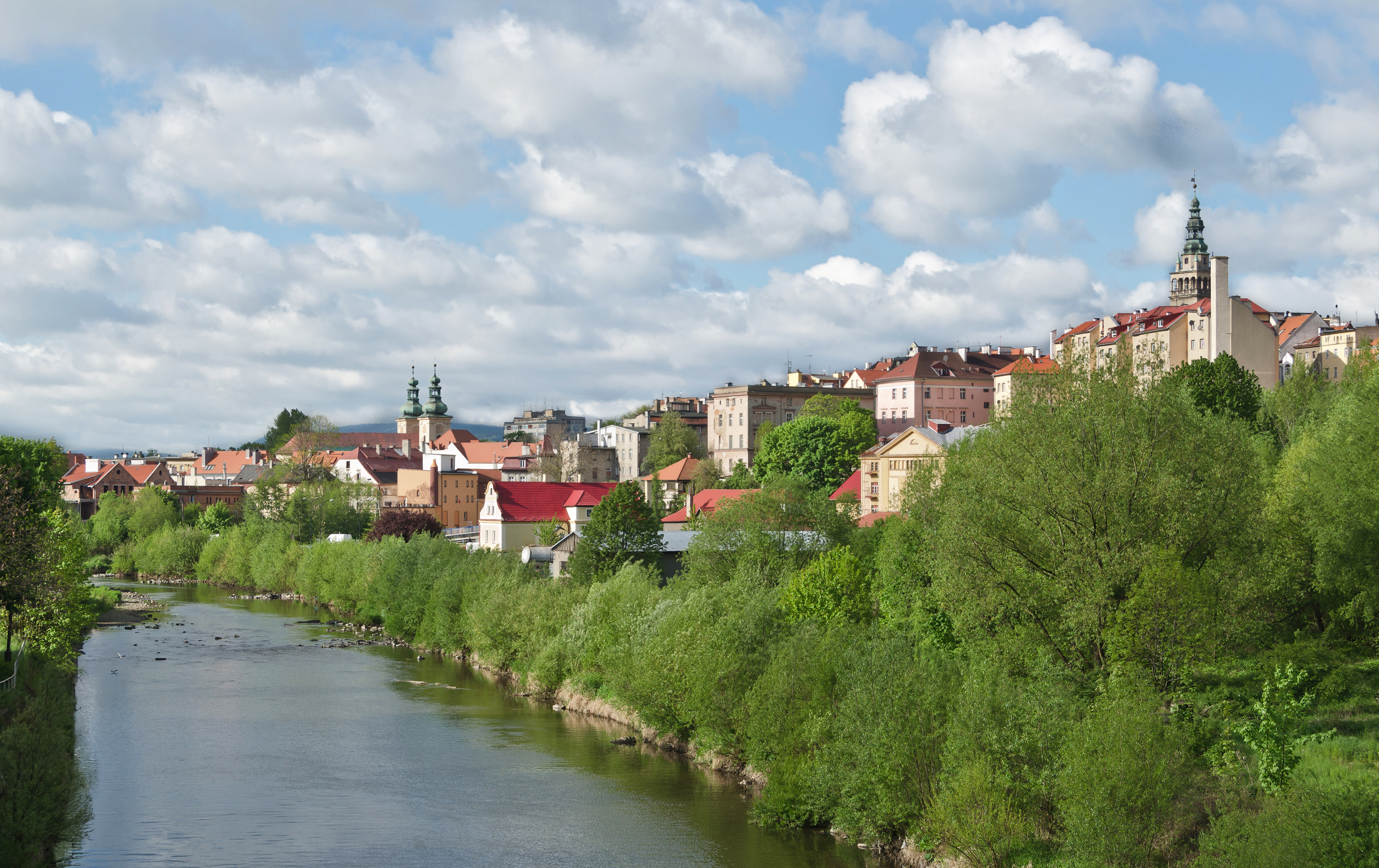
Panorama Kłodzka

## Prehistoria
Na dzieje i znaczenie Kłodzka wpłynęło jego położenie w północno-wschodniej części Kotliny Kłodzkiej na pograniczu polsko-czeskim.
W okolicy miasta istniało skupisko starego osadnictwa wczesnośredniowiecznego, a nawet wcześniejszego. Przez miasto przechodziła jedna z odnóg tzw. szlaku bursztynowego. Najstarsze jego ślady znaleziono na obecnych przedmieściach. Najdłuższą ciągłością osadniczą może poszczycić się Książek, gdzie odkryto osadę datowaną na VIII/IX w. Również na Jurandowie odkryto osadę z IX–XII w. Najprawdopodobniej na terenie miasta również istniało osadnictwo, być może na Fortecznej Górze, ale budowa twierdzy zniszczyła jego ślady.

## Średniowiecze

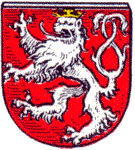
Herb Kłodzka nadany przez Przemysława Ottokara II w poł. XIII w., w wersji sprzed 1945 roku

Pod koniec X wieku gród ten należał do suwerennego państwa libickiego, którego władcą był Sławnik, ojciec św. Wojciecha. Data śmierci Sławnika – 981 zanotowana przez czeskiego kronikarza Kosmasa jest pierwszą wzmianką historyczną o Kłodzku.
Przez cały XI w. ziemia kłodzka było terenem uporczywych walk między Piastami, a Przemyślidami. W 1003 r. Kłodzko zostało opanowane przez Bolesława Chrobrego. Na przełomie XI/XII walczyli o te tereny ze sobą książęta czescy. W 1114 r. gród został zdobyty przez księcia Sobiesława I przez podpalenie, który już jako władca Czech dokonał jego odbudowy. Zawarł on także w 1137 r. pokój zielonoświątkowy z Bolesławem Krzywoustym, który potwierdził przynależność ziemi kłodzkiej do Czech.
W 2. połowie XII w. położone u stóp kasztelańskiego zamku, w północno-zachodniej części starego miasta podgrodzie zaczęło przekształcać się w osadę o charakterze rzemieślniczo-targowym, która zamieszkiwana była przez ludność słowiańską. Z kolei rejon obecnej ul. Łukasińskiego (na północ od rynku) kolonizowany był przez Niemców.
Kolonizacja niemiecka wzmogła się po przybyciu w 1169 r. do Kłodzka joannitów, którzy przejęli stary kościółek zwany pogańskim nad wschodnim urwiskiem Góry Zamkowej, a w 1183 r. objęli swoją opieką drugi pod wezwaniem św. Wacława w rejonie ul. Czeskiej. W pobliżu ul. Ząbkowickiej ulokowali swoją komturię, kościół i szpital.

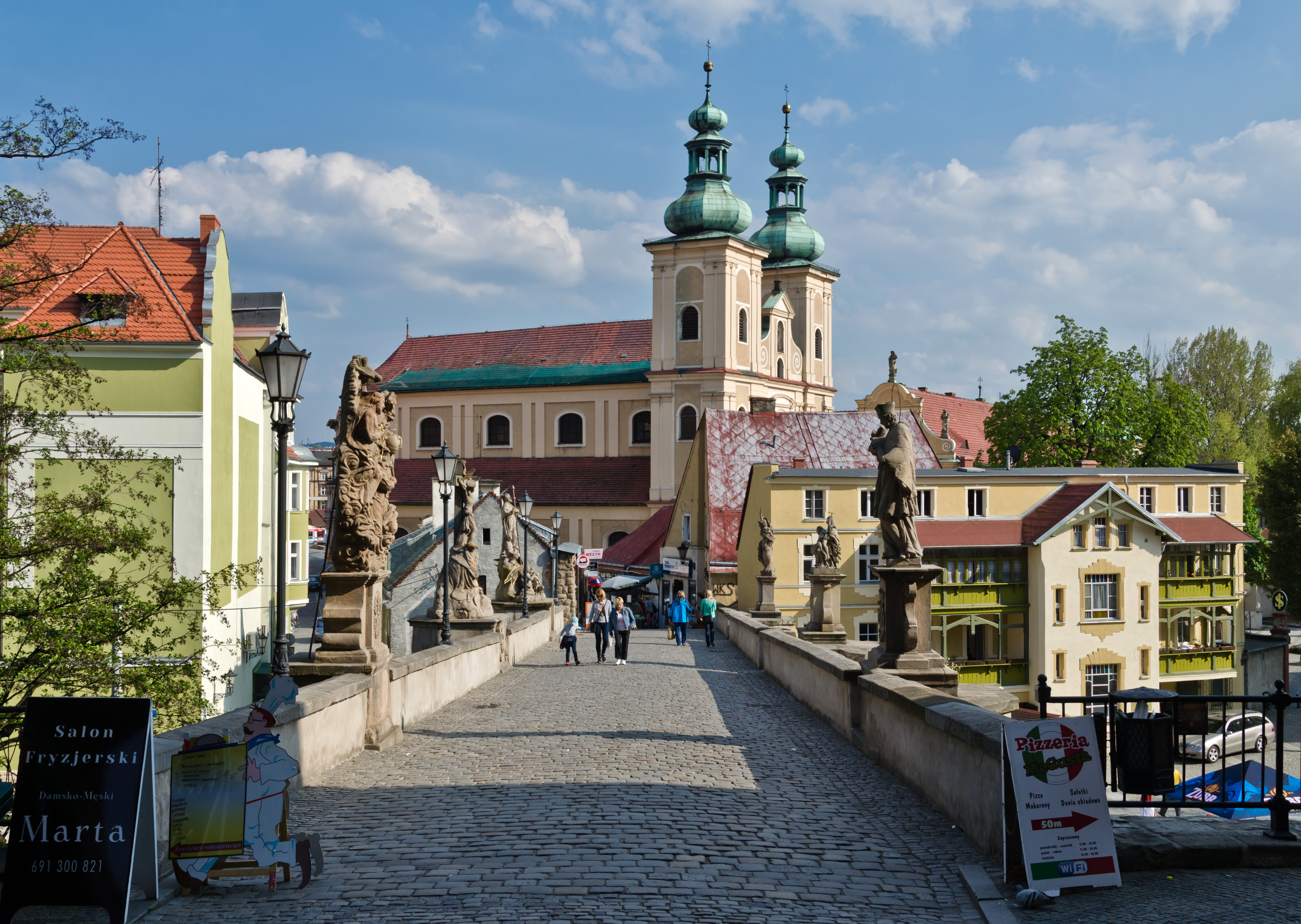
Most gotycki z widokiem na kościół Matki Bożej Różańcowej

Rozwinięta z podgrodzia osada targowa musiała znacznie wcześniej przekształcić się w miasto, zanim nastąpiła oficjalna lokacja. Niestety nie zachował się dokument lokacyjny, ale niektórzy historycy uważają, że mogło to nastąpić już w 1223 r. Natomiast herb przedstawiający lwa z rozdwojonym ogonem został nadany miastu dopiero za panowania Przemysła Ottokara (1253–1278). W związku z tym lokacja na prawie magdeburskim mogła mieć miejsce w latach 50. XIII w. Pierwsza wzmianka o wójcie kłodzkim pochodzi z 29 marca 1275 r. W miejsce kasztelanów władzę w mieście objęli wójtowie. W zamku wybudowanym po 1129 r. na Górze Zamkowej rezydowali starostowie – namiestnicy królewscy, zarządzający całą ziemią kłodzką.
Na zasadzie dożywotniego lenna ziemią kłodzką władali Piastowie śląscy: Henryk IV Probus (1278–1290), Henryk VI Dobry (1327–1335) i Bolko II ziębicki (1337–1341).

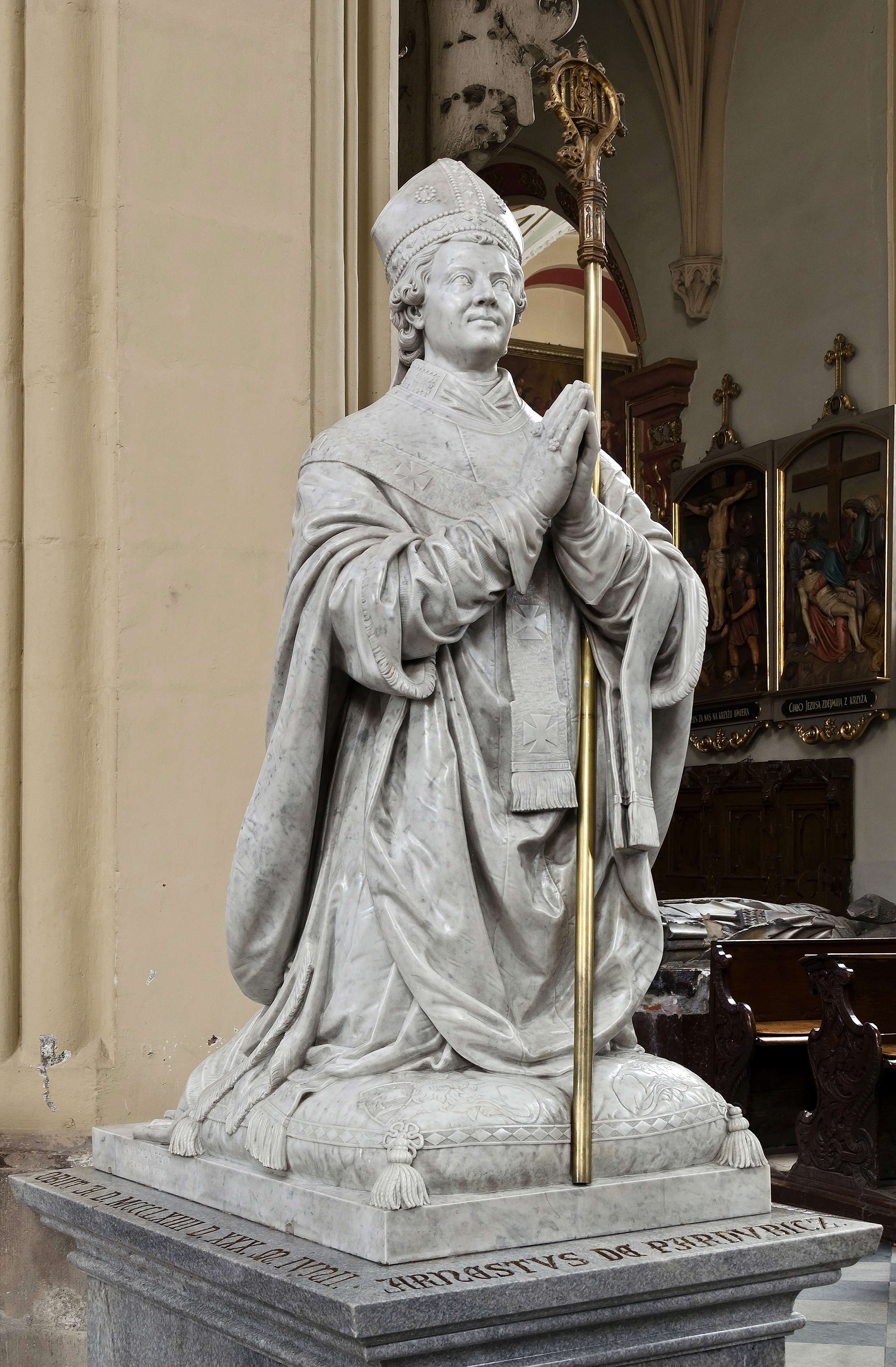
Arnoszt z Pardubic, mecenas Kłodzka, pomnik w Kolegiacie Wniebowzięcia NMP w Kłodzku

W wyniku lokacji uformował się nowy układ przestrzenny miasta, który z niewielkimi zmianami przetrwał do dzisiaj. W połowie XIII w. kłodzki organizm miejski był w pełni zasiedlony, skoro w obrębie ówczesnych drewniano-ziemnych umocnień zabrakło miejsca dla franciszkanów, którzy przybyli do Kłodzka w 1248 r. i zbudowali swój kościół i klasztor na Piasku. Od 1310 r. kłodzcy joannici prowadzili w mieście szkołę parafialną, której najwybitniejszym uczniem był późniejszy arcybiskup praski Arnoszt z Pardubic.
W 1324 r. miasto wykupiło wójtostwo. 20 lat później powstała pierwsza cegielnia, a Kłodzko zaczęło przeobrażać się z drewnianego w murowane: wzniesiono ratusz i kamienice na rynku, główne ulice zaczęto brukować kamienną kostką. W poł. XIV w. miasto otoczone było już nowymi murami obronnymi. W 1349 do Kłodzka za sprawą Arnoszta przybyli kanonicy regularni św. Augustyna, którym arcybiskup ufundował klasztor i kolegiatę na Górze Zamkowej. W jego skryptorium mógł powstać Psałterz floriański. Kanonicy regularni obok joannitów prowadzili w mieście drugą szkołę, słynącą z wysokiego poziomu nauczania, ponieważ realizowała program trivium i quadrivium.
Swoim testamentem Arnoszt z Pardubic (zmarł w 1364 r.) przekazał znaczne sumy na budowę w Kłodzku fary. Budowę prowadzili joannici, którzy na plac Kościelny przenieśli swoją komturię i szkołę. W końcu XIV w. powstał w Kłodzku kamienny most przez Młynówkę, włączony w system obwarowań miejskich, zamknięty dwiema bramami.

Herb hrabstwa kłodzkiego, którego stolicą zostało Kłodzko w 1468 r.

Rozwój Kłodzka został częściowo zahamowany przez wojny husyckie. Husyci w 1428 r. próbowali bezskutecznie zdobyć miasto. Do ponownego ożywienia doszło dzięki królowi Jerzemu z Podiebradów, który ustanowił miasto w 1458 r. siedzibą hrabstwa. Przystąpił on do przebudowy i rozbudowy zamku, w którym w 1472 r. zatrzymał się Władysław Jagiellończyk, zmierzający do Pragi na koronację. Mimo to panowanie Jerzego nie było zbyt pomyślne dla Kłodzka wskutek toczących się wojen z królem Węgier Marcinem Korwinem, którego popierał Wrocław. Za popieranie króla-husyty miasto zostało obłożone interdyktem. Poza tym prześladowały je liczne kataklizmy, takie jak powodzie, zarazy i pożary. W 1475 r. hrabia kłodzki Henryk I przekazał bernardynom zabudowania po joannitach i ufundował im kościół i klasztor. W 1475 na Piasek powrócili franciszkanie, którzy od rozpoczęcia wojen husyckich zajmowali prowizoryczne pomieszczenia w obrębie murów miejskich.
W 1501 r. Kłodzko i całe hrabstwo odkupił od Podiebradów Ulrich von Hardeck. Wiek XVI rozpoczął korzystny okres w dziejach miasta, trwający do wojny trzydziestoletniej. W tym czasie rozwijało się rzemiosło (ponad 16 korporacji cechowych), wzrosła liczba mieszkańców (do 6 tys.). Mieszczanie przywozili sól z Wieliczki, a eksportowali sukna, płótna, wyroby metalowe i piwo. W mieście powstają renesansowe kamienice o kilkukondygnacyjnych piwnicach. Miasto zbudowało wodociąg, wieżę ciśnień, łaźnię i szpital. W związku z rozwojem broni palnej nastąpiła modernizacja murów obronnych.

## Panowanie Habsburgów

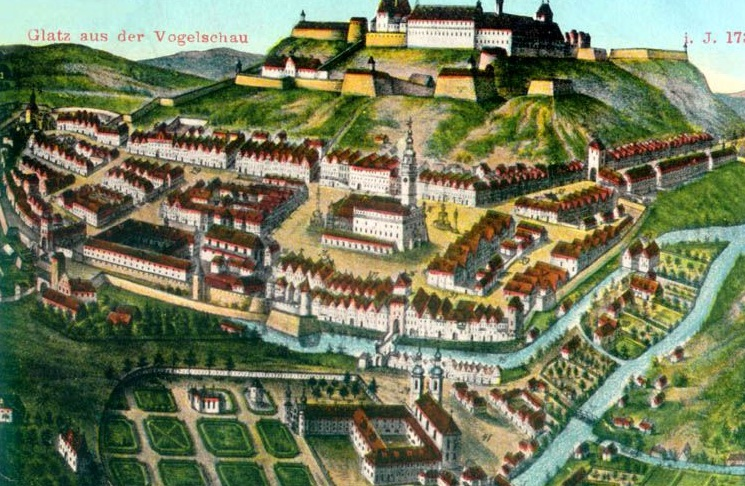
Kłodzko w 1737 roku, rycina F.B. Wernera

W 1526 r. Kłodzko wraz ze Śląskiem i Czechami przechodzi pod panowanie Habsburgów. Następuje kolejna przebudowa zamku (Lorenz Krischke). Powstaje miejska szkoła humanistyczna (1561 r.), a w 1597 r. gimnazjum jezuickie. W 1597 r. jezuici objęli klasztor poaugustiański. Okres ten naznaczony był konfliktami społeczno-religijnymi związanymi z reformacją. W 1562 r. luteranie stanowili większość mieszkańców Kłodzka, przejmując kościół parafialny. Reformacja przyczyniła się również do upadku klasztorów bernardynów i franciszkanów w mieście. Budynki klasztorne zamieniono na szpitale, a ogrody na cmentarze dla mieszkańców przedmieść.
Na początku wojny trzydziestoletniej Kłodzko opowiedziało się po stronie Fryderyka V, elektora Palatynatu. Obroną dowodził hr. Thurn. W 1622 r. miasto zostało zdobyte przez Austriaków dowodzonych przez hr. Liechtensteina przy użyciu artylerii. Zniszczeniu uległ zamek, który Austriacy postanowili zamienić w twierdzę. Pracami fortyfikacyjnymi kierował w latach 1680–1702 Jakob Carova według projektu Saebischa. W 1624 r. do Kłodzka powrócili jezuici (wygnani w 1618 r.), przejmując kościół parafialny i dokonując jego barokizacji. Budują też w jego pobliżu kolegium i konwikt. Do miasta wrócili również franciszkanie, którzy odzyskali swoje dobra na Piasku. Odbudowujące się Kłodzko jest doświadczane przez liczne epidemie (1680, 1714) i wielką powódź (1783 r.).

## Panowanie pruskie/niemieckie

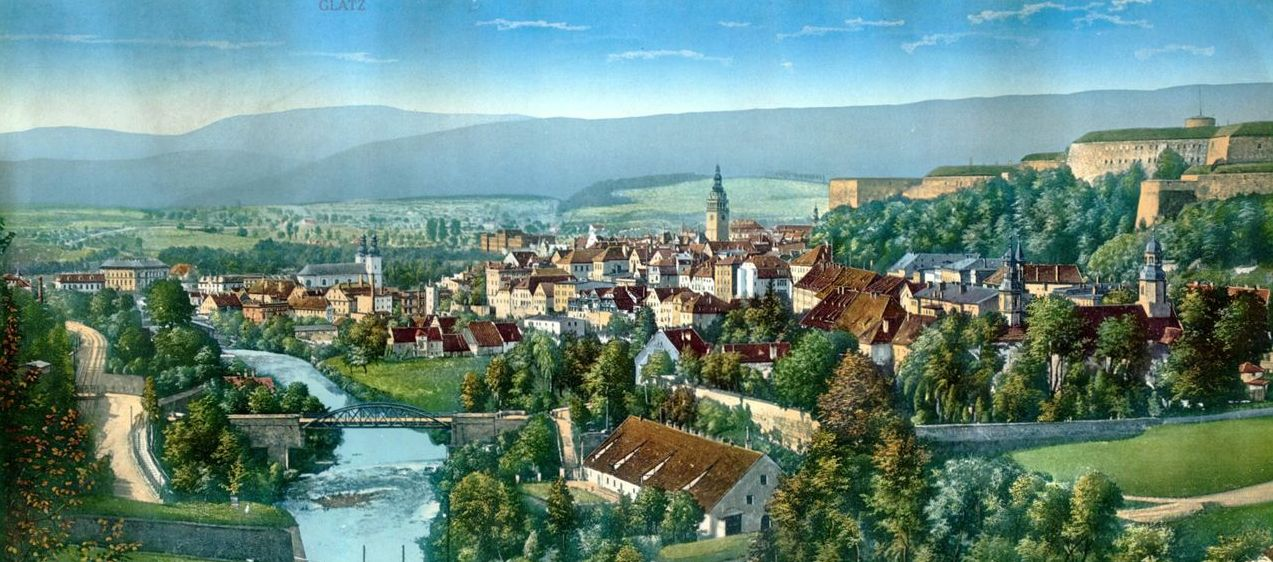
Panorama Kłodzka na początku XIX w.

W czasie I wojny śląskiej Kłodzko na mocy pokoju wrocławskiego (1742 r.) przeszło pod panowanie Prus. Fryderyk II Wielki doceniając strategiczne położenie miasta przystąpił do modernizacji fortyfikacji poaustriackich i rozbudowy twierdzy. W czasie wojny siedmioletniej Austriacy zdobyli miasto w 1760 r., ale musieli je zwrócić Prusom na mocy pokoju w Hubertusburgu (1763 r.).
Ostatni raz twierdza oblegana była podczas wojen napoleońskich w 1807 r. W 1810 r. dokonano sekularyzacji dóbr kościelnych, m.in. klasztor franciszkanów przeznaczono na szpital, a kościół na świątynię garnizonową. Pierwsza połowa XIX w. to okres zastoju zmilitaryzowanego i pozbawionego czynników rozwoju miasta. Korzystniejsza infrastruktura nastąpiła w 2. poł. stulecia. Pobudowano wówczas większość szos łączących Kłodzko z innymi miastami w okolicy. W latach 1862–1905 wybudowano linie kolejowe. Kłodzki węzeł kolejowy dawał połączenia z Wrocławiem, Wałbrzychem, Kudową i Stroniem. Utworzone w 1881 r. Kłodzkie Towarzystwo Górskie przyczyniło się do rozwoju turystyki. W latach 1864–1874 w dzielnicy Jurandów wzniesiono nowy, olbrzymi kompleks szpitalny.

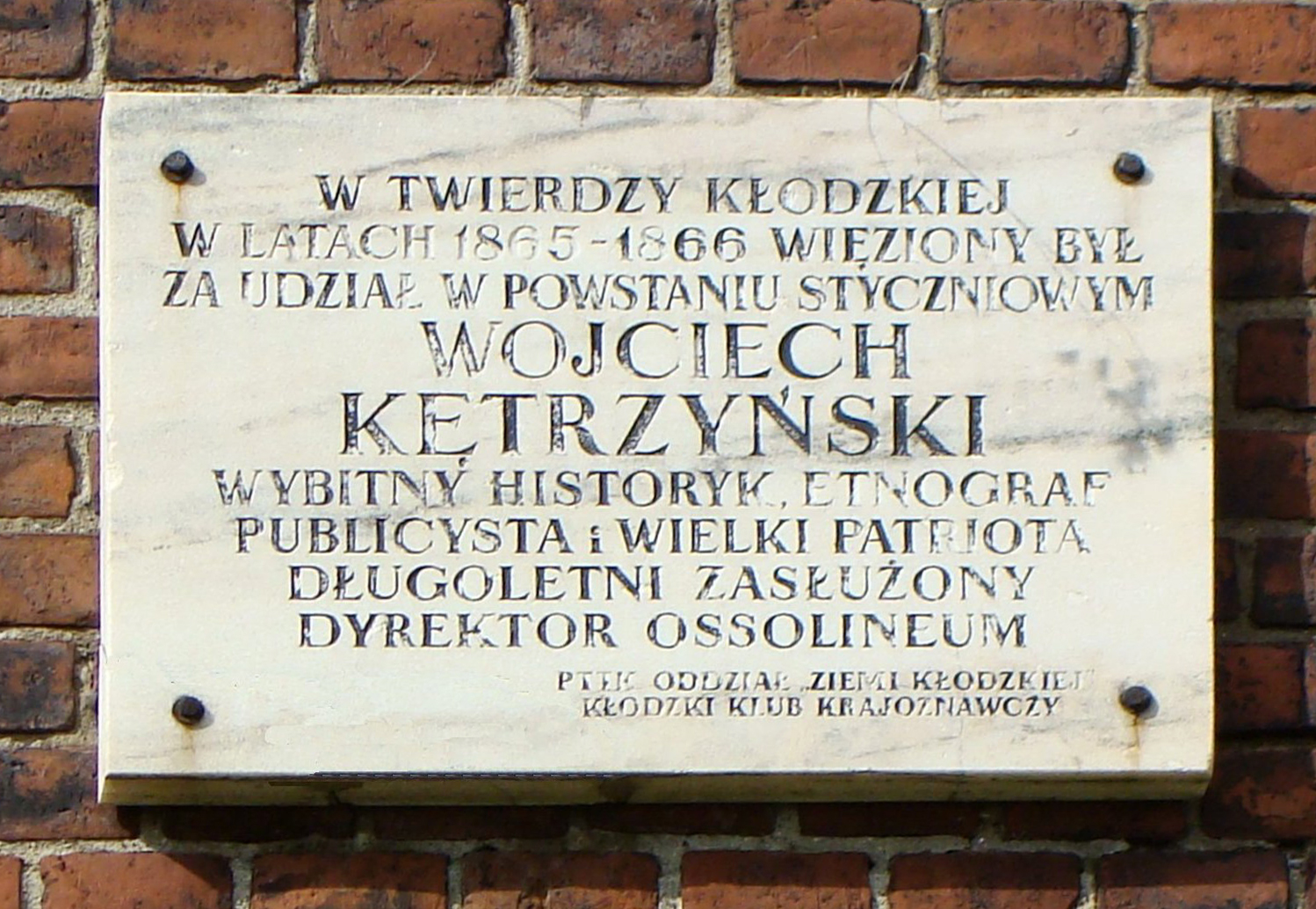
Tablica upamiętniająca uwięzienie Wojciecha Kętrzyńskiego w Kłodzku

W XIX wieku polscy działacze niepodległościowi byli więzieni przez Prusaków w Twierdzy Kłodzko, w tym Włodzimierz Adolf Wolniewicz, Wojciech Kętrzyński, Maksymilian Braun, Augustyn Szamarzewski.
W 1877 r. zniesiono status twierdzy i zezwolono na swobodną rozbudowę miasta. Rozbrojoną twierdzę wykorzystywano na magazyny oraz więzienie dla jeńców wojennych i więźniów politycznych. W latach 1880–1911 nastąpiła rozbiórka bram i większości murów miejskich. Wybudowano w tym czasie nowe gmachy publiczne (poczta, sąd, więzienie, starostwo) i urządzenia komunalne (gazownia, wodociągi z kanalizacją). W 1890 r. odbudowano po pożarze ratusz. Dokonano przebudowy parterów wielu zabytkowych kamienic w obrębie Starówki, adaptując je na pomieszczenia sklepowe. Następuje rozbudowa miasta w kierunku południowym, wschodnim i zachodnim (dwa ostatnie kierunki hamowane przez niekorzystne ukształtowanie terenu).
Na dwudziestolecie międzywojenne przypada dalsza rozbudowa miasta. Powstają nowe osiedla otaczające centrum Kłodzka, takie jak: Krzyżna Góra, Nowy Świat. Rozbudowie ulega Przedmieście Zielone (okolice obecnych ulic: Jana Pawła II, Hołdu Pruskiego).

### II wojna światowa

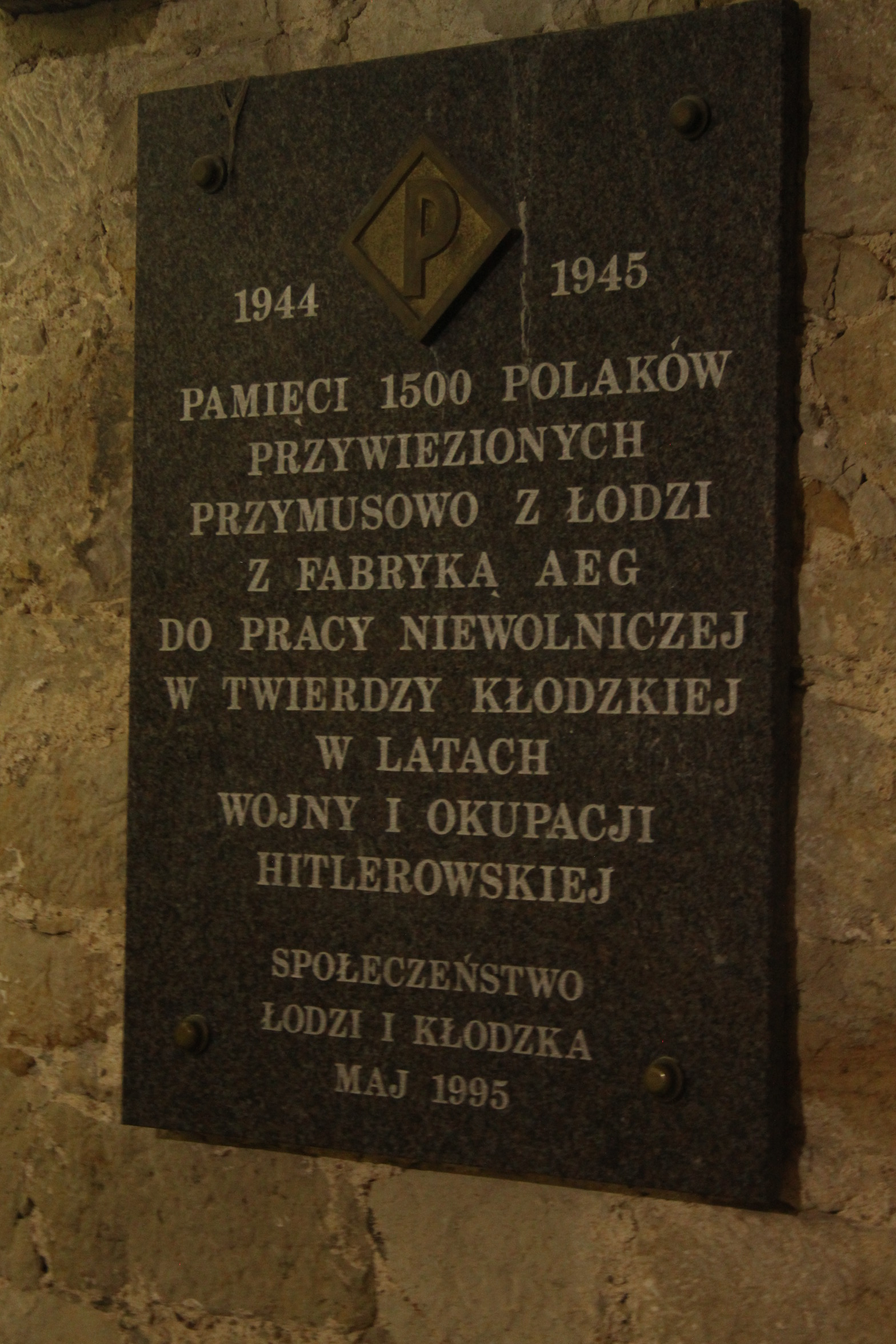
Tablica upamiętniająca 1500 Polaków więzionych w Twierdzy Kłodzkiej jako robotnicy przymusowi nazistowskich Niemiec

Na początku 1939 r. Kłodzko liczyło 22 tys. mieszkańców. W czasie II wojny światowej Niemcy utworzyli w twierdzy więzienia administrowane przez Ministerstwo Sprawiedliwości Rzeszy oraz Wehrmacht, w których więziono ludzi różnych narodowości, w tym jeńców alianckich. Pierwsza egzekucja w więzieniu wojskowym miała miejsce 19 grudnia 1939. W latach 1941–1942 wielu więźniów wysłano na roboty przymusowe, m.in. do Ludwikowic Kłodzkich, Sieradza, Kędzierzyna, Blachowni Śląskiej, a także do okupowanej Czechosłowacji i Austrii, a w 1942–1943 w mieście utworzono sześć polowych batalionów karnych FStGA (1, 7, 10, 13, 16, 20), które następnie przeniesiono na front wschodni. W listopadzie 1942 r. i styczniu 1943 r. w mieście odbył się niemiecki proces 39 członków podziemnego Związku Orła Białego, z których 18 skazano na karę śmierci. W więzieniu miały także miejsce egzekucje więźniów a 198 więźniów deportowano do obozów koncentracyjnych, głównie Groß-Rosen. Przypuszczalnie tylko dwóm mężczyznom, Polakowi i Rosjaninowi, udało się uciec z więzienia, 23 września 1944 r. W Kłodzku było też osiem podobozów pracy przymusowej obozu jenieckiego Stalag VIII B, a w 1944 w twierdzy utworzono obóz pracy przymusowej dla zakładów AEG ewakuowanych z Łodzi, w których przetrzymywano ok. 1500 Polaków. W styczniu 1945 r. Niemcy przenieśli część więźniów twierdzy kłodzkiej do Ząbkowic, i w styczniu i lutym 1945 r. sprowadzili do twierdzy w marszach śmierci lub transportach wielu więźniów z innych miast, w tym z Katowic, Raciborza, Brzega i Nysy, po czym wielu wysłano dalej na zachód do Budziszyna.
W latach 1937–1945 na polach pomiędzy dzielnicą Kościelniki, a Szalejowem Dolnym, funkcjonowało wojskowe lotnisko polowe Feldflugplatz Komturhof, skąd prowadzono rozpoznanie lotnicze. Największe znaczenie lotnisko uzyskało od 2. poł. stycznia 1945, gdy front osiągnął granicę Śląska, oraz w czasie oblężenia Wrocławia.
W miarę zbliżania się na zachód frontu do Kłodzka uciekło blisko 22 tys. niemieckich uciekinierów ze wschodu. Miasto ogłoszono podobnie jak Wrocław twierdzą (Festung Glatz), która miała bronić się do końca. Ostatecznie zdecydowano o poddaniu się bez walki. Zniszczeniu uległ tylko jeden most w rejonie Przedmieścia Ząbkowickiego. Kłodzko zostało zdobyte 9 maja 1945 r. przez oddziały 59 Armii I Frontu Ukraińskiego (22 lipca 1952 roku na ul. Daszyńskiego odsłonięto Pomnik Wdzięczności Armii Radzieckiej).

## W granicach Polski

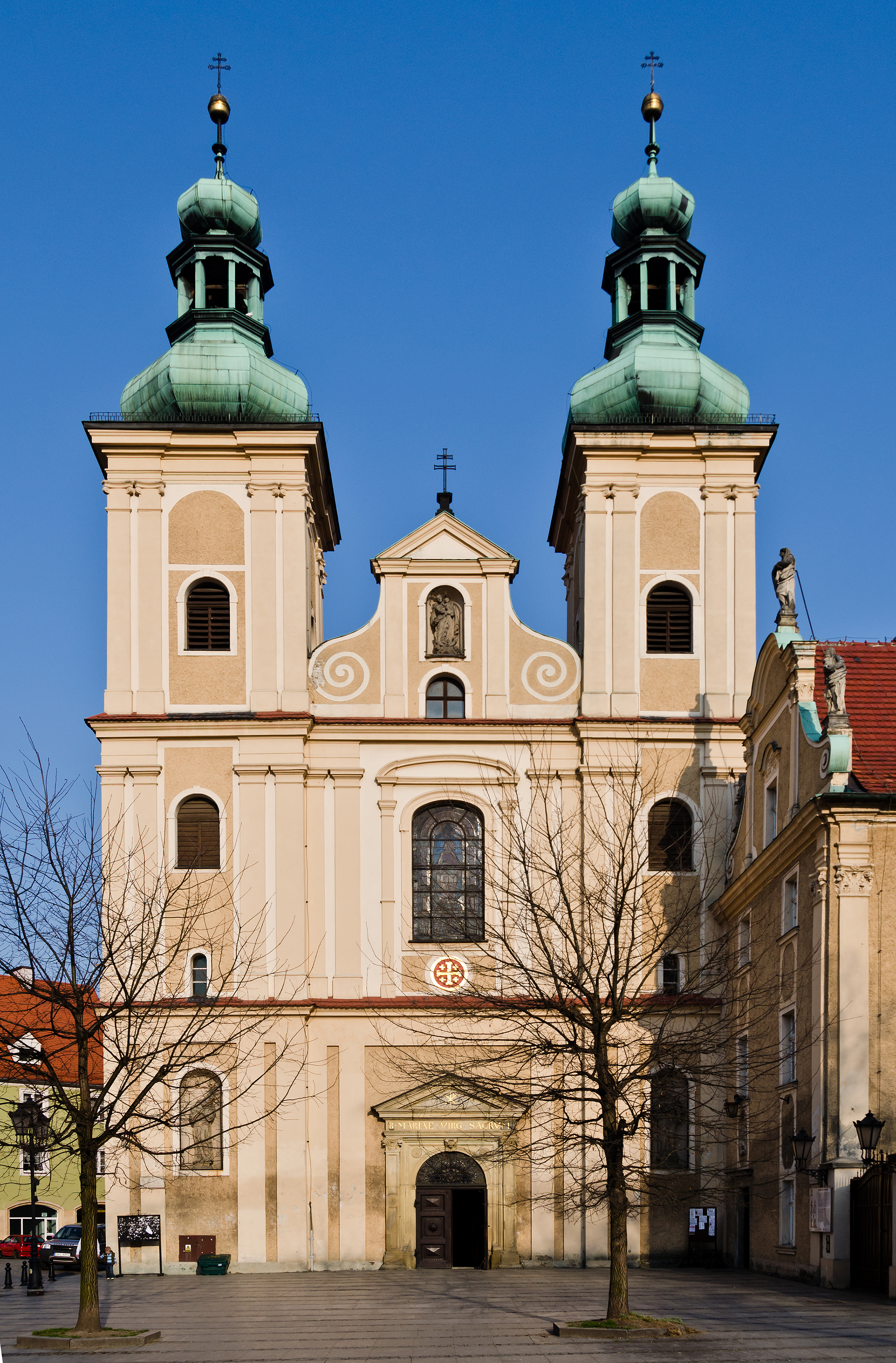
Plac Franciszkański w Kłodzku, jedno z miejsc zbiórek ludności niemieckiej przed wysiedleniami w 1947 r.

Na podstawie ustaleń między aliantami na początku czerwca władzę w mieście objęła administracja polska, mimo motywowanych historycznie roszczeń terytorialnych zgłaszanych przez Czechosłowację. Wkrótce rozpoczęto akcję wysiedlenia niemal całej dotychczasowej ludności miasta do Niemiec. W lecie 1945 r. dotarły do Kłodzka pierwsze transporty repatriantów z Kresów Wschodnich, których osiedlaniem zajmował się PUR, który miał siedzibę w pojezuickim konwikcie. Dwa lata później, w sierpniu, wyjechał ostatni transport Niemców. Zorganizowano szkolnictwo, instytucje kulturalne. W 1947 r. powstał kłodzki oddział Polskiego Towarzystwa Tatrzańskiego (PTT) i Towarzystwo Ziemi Kłodzkiej, które od 1948 r. zaczęło wydawać Roczniki Kłodzkie. W Kłodzkim Ośrodku Kultury działalność rozpoczął teatr dramatyczny i orkiestra symfoniczna. W latach 1961–1970 odbywały się w mieście Kłodzkie Wiosny Poetyckie, coroczne, oficjalne ogólnopolskie zjazdy poetów i krytyków literackich. Działające po wojnie Muzeum Miejskie zostało w 1963 r. przekształcone w Muzeum Ziemi Kłodzkiej.

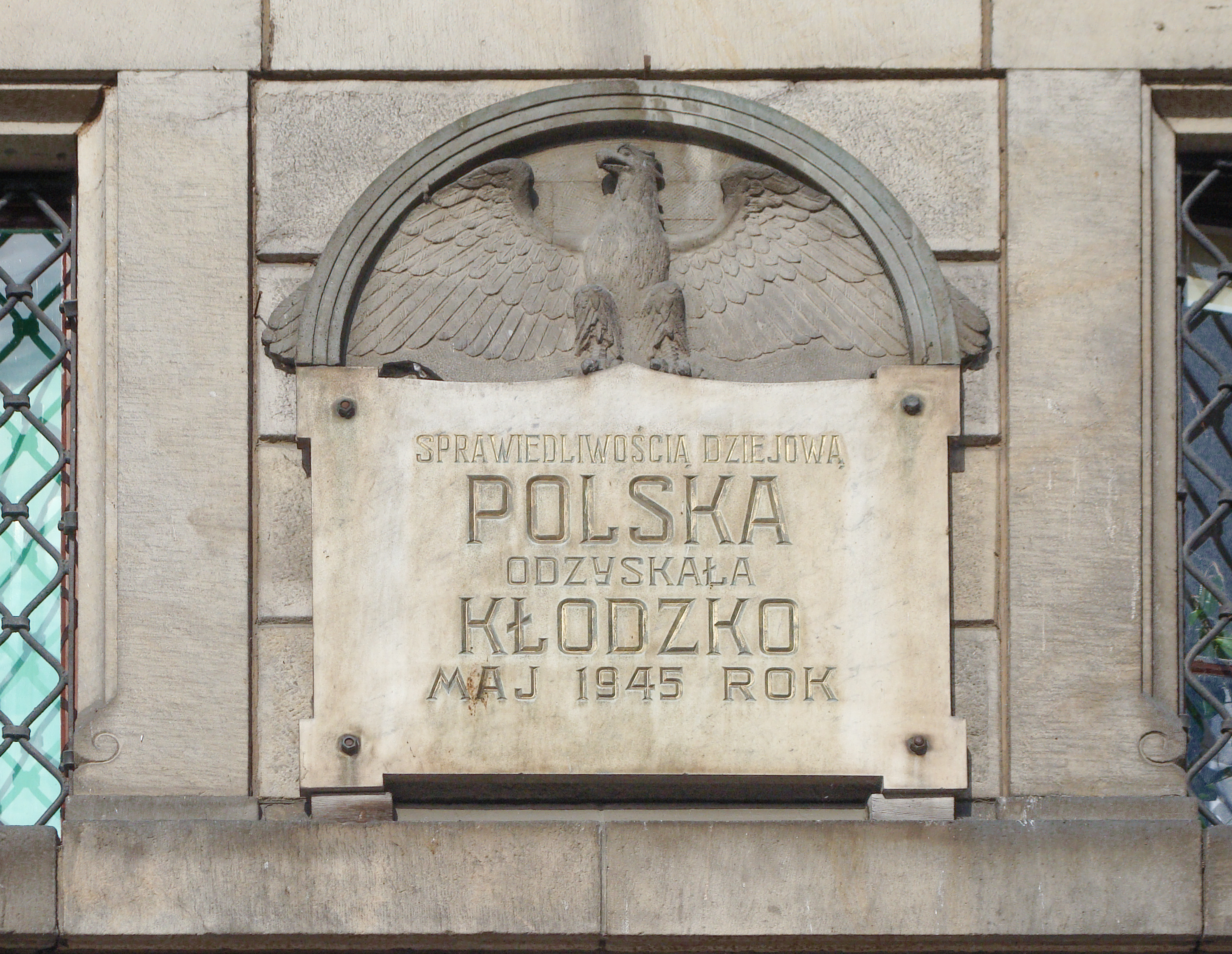
Tablica upamiętniająca powrót Kłodzka do Polski w 1945 r.

Przejawem walki politycznej były wydarzenia z września 1947 r., kiedy PPR blokowała poświęcenie sztandaru kłodzkiej organizacji PSL. Pomimo zgody na odbycie ceremonii w kościele, szef kłodzkiego Urzędu Bezpieczeństwa zażądał przeniesienia uroczystości. Następnie bojówki PPR (górnicy z Nowej Rudy) oraz patrole MO i ORMO zablokowały drogi dojazdowe do miasta, aby uniemożliwić chłopom dotarcie na uroczystość. Bojówkarze PPR pobili członków władz wojewódzkich PSL, w tym wicewojewodę wrocławskiego Stanisława Jurzyka. Jeden z funkcjonariuszy UB zwrócił się do wicewojewody Jurzyka z pytaniem: Po co Pan Wojewoda przyjechał, skoro obecny tu w Kłodzku Wicewojewoda Barchacz zakazał odbycia uroczystości poświęcenia sztandaru PSL?.
W połowie lat 50. XX w. miały miejsce katastrofy budowlane, polegające na usuwaniu się ścian wyrobisk wielokondygnacyjnych piwnic. Stało się to uzasadnieniem dla dokonanej w następnych latach rozbiórki całych kwartałów północnej części Starego Miasta, która przyniosła nieodwracalne straty w zabytkowej strukturze miasta. Chcąc zapobiec dalszemu pogarszaniu się sytuacji, zlecono naukowcom z AGH w Krakowie opracowanie projektu zabezpieczenia kłodzkiej starówki. Prace zabezpieczeniowe wykonało Przedsiębiorstwo Robót Górniczych z Wałbrzycha, które przy okazji oddało do użytku podziemną trasę turystyczną (600 m długości) w 1976 r.

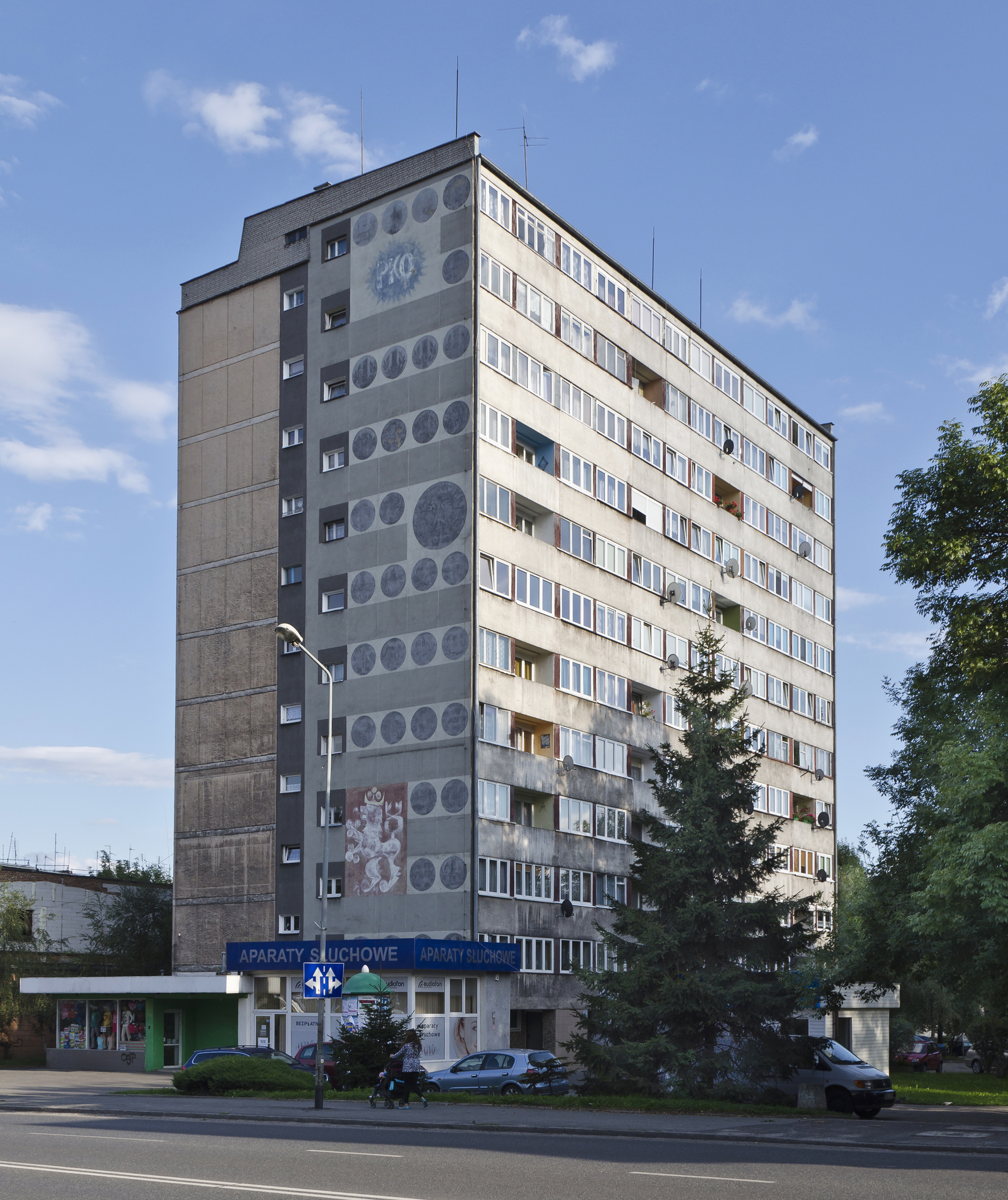
Blok przy al. Dunikowskiego, najstarszy wieżowiec w Kłodzku

Na początku lat 60. XX w. ruszyło budownictwo mieszkaniowe na obrzeżach miasta: osiedle im. Morcinka. W drugiej połowie lat 60. powstały osiedla: Nysa i rozpoczęto budowę osiedle im. św. Wojciecha. W 1968 r. założono Kłodzkie Przedsiębiorstwo Budowlane, a w kilka lat później Kłodzką Fabrykę Domów Następnie przystąpiono do budowy największego w mieście zespołu mieszkaniowego – osiedla im. Kruczkowskiego. Równocześnie trwała rozbudowa w kierunku wschodnim: osiedle im. Gagarina i osiedle Owcza Góra. W połowie lat 90. ponownie zabudowano północną pierzeję rynku i pokryto starówkę kostką brukową.
W połowie lat 80. zmodernizowano układ komunikacyjny w mieście poprzez budowę obwodnicy północnej z estakadą nad Nysą Kłodzką oraz wyprowadzono główny ruch samochodowy z Piasku. W 1991 r. zelektryfikowano linię kolejową z Wrocławia, a następnie dalej do Międzylesia. W 1996 r. oddano do użytku nową centralę telefoniczną.
W latach 1971–1982 istniała w mieście filia Politechniki Wrocławskiej, a od 1954 r. Wyższe Seminarium Duchowne oo. Franciszkanów, przeniesione w 1997 r. z powrotem do Wrocławia. Stacjonująca w Kłodzku Sudecka Brygada Wojsk Ochrony Pogranicza została w 1992 r. zastąpiona przez Straż Graniczną, a pułk zmechanizowany zajmujący koszary przy ul. Walecznych przekształcony w piechotę górską.

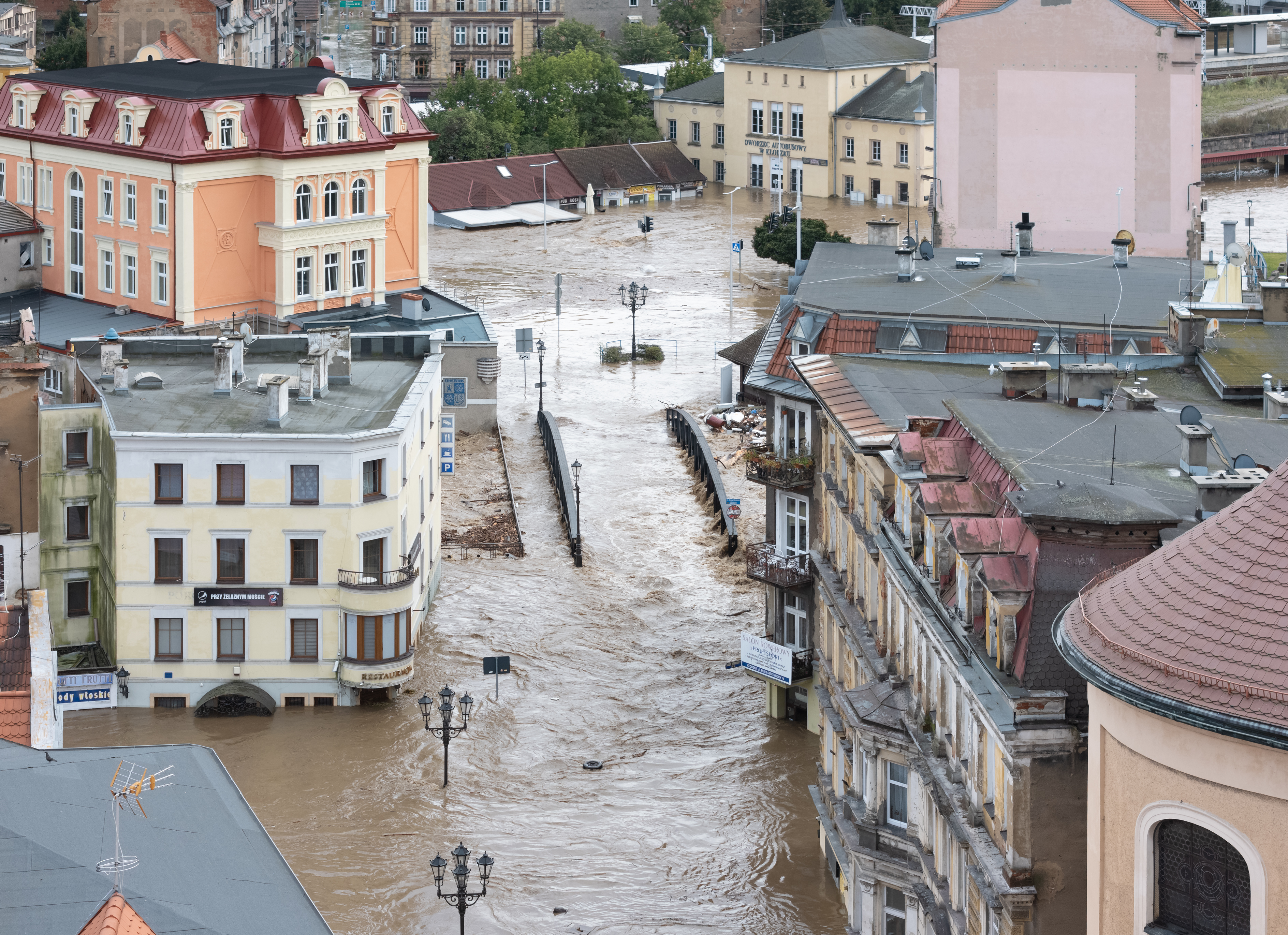
Powódź w 2024

W nocy 7/8 lipca 1997 Kłodzko zostało zalane przez powódź tysiąclecia. Woda podniosła się o 8,71 m ponad zwykły poziom Nysy Kłodzkiej, pustosząc znaczny obszar miasta, w tym Piasek, Przedmieście Wojciechowickie, Przedmieście Nyskie, osiedle Krzyżna Góra, Ustronie i część Jurandowa. Powodzianie zamieszkali tymczasowo w internatach i domach sanatoryjnych w Polanicy. W ramach pomocy rządowej i wsparciu gminy Warszawy-Centrum przyznano im domki czterorodzinne, które ustawiono w rejonie Jurandowa, tworząc osiedle im. Warszawy-Centrum. Kolejne 100 mieszkań wybudowano przy ul. Korytowskiej. Powódź okazała się najbardziej groźna dla starego budownictwa na Piasku.
Następne lata przyniosły odbudowę zniszczeń powodziowych oraz rewitalizację starówki, które wykonano przy wsparciu finansowym Unii Europejskiej. W 2009 r. rozpoczęto budowę galerii Twierdza Kłodzko oraz krytej pływalni przy Szkole Podstawowej nr 3, które otwarto kolejno w 2010 i 2011 roku.
We wrześniu 2024 miasto zostało ponownie zalane przez powódź. Poziom Nysy Kłodzkiej osiągnął prawie 685 cm, więcej niż w 1997 r. Zniszczeniu uległa duża część miasta. W znaczącym stopniu ucierpiał również franciszkański Kościół Matki Bożej Różańcowej.

## Status Kłodzka
| Okres          |                   | Państwo                      | Zwierzchność                 | Jednostka administracyjna                                                       | Status miasta                   |
| -------------- | ----------------- | ---------------------------- | ---------------------------- | ------------------------------------------------------------------------------- | ------------------------------- |
| X w.-1093      |                   | Księstwo Czech               | Księstwo Czech               | ziemia kłodzka                                                                  | gród Kłodzko                    |
| 1093-1102      |                   | Państwo Polskie              | Państwo Polskie              | ziemia kłodzka                                                                  | gród Kłodzko                    |
| 1102-1198      |                   | Księstwo Czech               | Księstwo Czech               | ziemia kłodzka                                                                  | gród Kłodzko                    |
| 1198-1253/1278 |                   | Królestwo Czech              | Królestwo Czech              | ziemia kłodzka                                                                  | gród Kłodzko                    |
| 1278-1290      |                   | księstwo wrocławskie         | księstwo wrocławskie         | ziemia kłodzka                                                                  | miasto Kłodzko                  |
| 1290-1327      |                   | Królestwo Czech              | Królestwo Czech              | ziemia kłodzka                                                                  | miasto Kłodzko                  |
| 1327-1335      |                   | księstwo wrocławskie         | księstwo wrocławskie         | ziemia kłodzka                                                                  | miasto Kłodzko                  |
| 1335-1336      |                   | Królestwo Czech              | Królestwo Czech              | ziemia kłodzka                                                                  | miasto Kłodzko                  |
| 1336-1341      |                   | księstwo ziębickie           | Królestwo Czech              | ziemia kłodzka                                                                  | miasto Kłodzko                  |
| 1341-1378      |                   | Królestwo Czech              | Królestwo Czech              | ziemia kłodzka                                                                  | miasto Kłodzko                  |
| 1378-1388      |                   | Margrabstwo Moraw            | Królestwo Czech              | ziemia kłodzka                                                                  | miasto Kłodzko                  |
| 1388-1397      |                   | Królestwo Czech              | Królestwo Czech              | ziemia kłodzka                                                                  | miasto Kłodzko                  |
| 1397-1402      |                   | Księstwo opawsko-raciborskie | Królestwo Czech              | ziemia kłodzka                                                                  | miasto Kłodzko                  |
| 1402-1459      |                   | Królestwo Czech              | Królestwo Czech              | ziemia kłodzka                                                                  | miasto Kłodzko                  |
| 1459-1567      |                   | Hrabstwo kłodzkie            | Królestwo Czech              |                                                                                 | miasto Kłodzko                  |
| 1567-1742      | Cesarstwo Austrii | Królestwo Czech              | Monarchia Habsburgów         | Hrabstwo Kłodzkie                                                               | miasto Kłodzko                  |
| 1742-1816      |                   | Królestwo Prus               | Królestwo Prus               | Kamera wrocławska, departament wrocławski, powiat kłodzki                       | miasto Kłodzko                  |
| 1816-1820      |                   | Królestwo Prus               | Królestwo Prus               | prowincja Śląsk, rejencja dzierżoniowska, powiat kłodzki                        | miasto Kłodzko                  |
| 1820-1871      |                   | Królestwo Prus               | Królestwo Prus               | prowincja Śląsk, rejencja wrocławska, powiat kłodzki                            | miasto Kłodzko                  |
| 1871-1918      |                   | Cesarstwo Niemieckie         | Cesarstwo Niemieckie         | Królestwo Prus, prowincja Śląsk, rejencja wrocławska, powiat kłodzki            | miasto Kłodzko                  |
| 1918–1919      |                   | Republika Weimarska          | Republika Weimarska          | Wolne Państwo Prusy, prowincja Śląsk, rejencja wrocławska, powiat kłodzki       | miasto Kłodzko                  |
| 1918-1933      |                   | Republika Weimarska          | Republika Weimarska          | Wolne Państwo Prusy, prowincja Dolny Śląsk, rejencja wrocławska, powiat kłodzki | miasto Kłodzko                  |
| 1933-1938      |                   | III Rzesza                   | III Rzesza                   | Wolne Państwo Prusy, prowincja Dolny Śląsk, rejencja wrocławska, powiat kłodzki | miasto Kłodzko                  |
| 1938-1941      |                   | III Rzesza                   | III Rzesza                   | Wolne Państwo Prusy, prowincja Śląsk, rejencja wrocławska, powiat kłodzki       | miasto Kłodzko                  |
| 1941–1945      |                   | III Rzesza                   | III Rzesza                   | Wolne Państwo Prusy, prowincja Dolny Śląsk, rejencja wrocławska, powiat kłodzki | miasto Kłodzko                  |
| 1945–1946      | Polska            | Rzeczpospolita Polska        | Rzeczpospolita Polska        | Okręg II (Dolny Śląsk), powiat kłodzki                                          | miasto powiatowe                |
| 1946–1950      | Polska            | Rzeczpospolita Polska        | Rzeczpospolita Polska        | województwo wrocławskie, powiat kłodzki                                         | miasto powiatowe, gmina miejska |
| 1950–1952      | Polska            | Rzeczpospolita Polska        | Rzeczpospolita Polska        | województwo wrocławskie, powiat kłodzki                                         | miasto powiatowe, gmina miejska |
| 1952−1954      | Polska            | Polska Rzeczpospolita Ludowa | Polska Rzeczpospolita Ludowa | województwo wrocławskie, powiat kłodzki                                         | miasto powiatowe, gmina miejska |
| 1954–1973      | Polska            | Polska Rzeczpospolita Ludowa | Polska Rzeczpospolita Ludowa | województwo wrocławskie, powiat kłodzki                                         | miasto powiatowe                |
| 1973–1975      | Polska            | Polska Rzeczpospolita Ludowa | Polska Rzeczpospolita Ludowa | województwo wrocławskie, powiat kłodzki                                         | miasto powiatowe, gmina miejska |
| 1975–1990      | Polska            | Polska Rzeczpospolita Ludowa | Polska Rzeczpospolita Ludowa | województwo wałbrzyskie                                                         | gmina miejska                   |
| 1990–1998      | Polska            | Rzeczpospolita Polska        | Rzeczpospolita Polska        | województwo wałbrzyskie, rejon kłodzki                                          | gmina miejska                   |
| od 1999        | Polska            | Rzeczpospolita Polska        | Rzeczpospolita Polska        | województwo dolnośląskie, powiat kłodzki                                        | miasto powiatowe, gmina miejska |